# Поштово-ямщицька станція (Новочеркаськ)

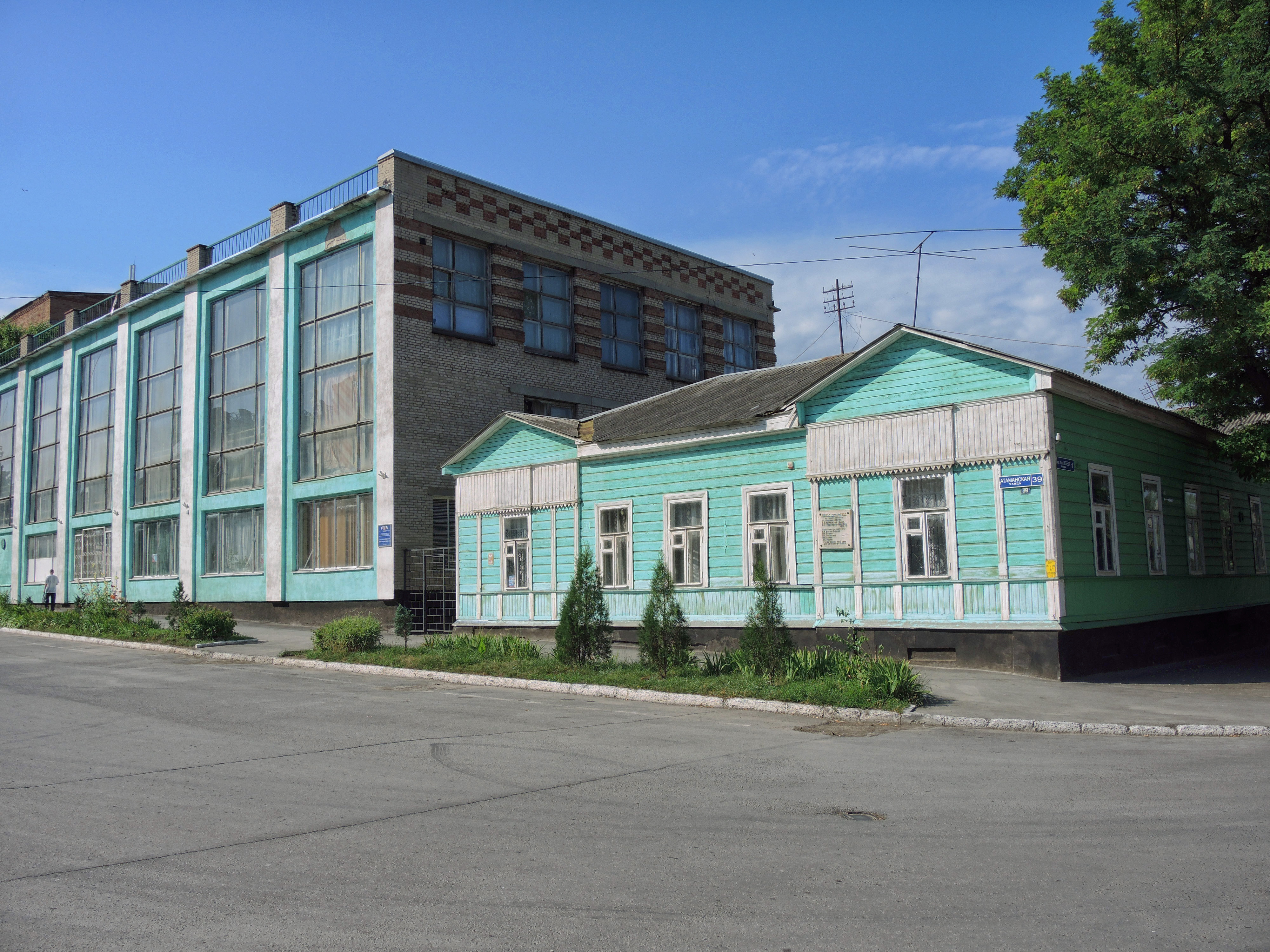
Будинок поштової станції, тут зупинялися Пушкін А.С. та М. Ю. Лермонтов. Це фотографія пам'ятки культурної спадщини Росії з номером 6101084000

Поштово-ямщицкая станція  (рос. Почтово-ямщицкая станция)  — будинок станції розташоване в центрі міста Новочеркаськ Ростовської області.

## Історія і опис

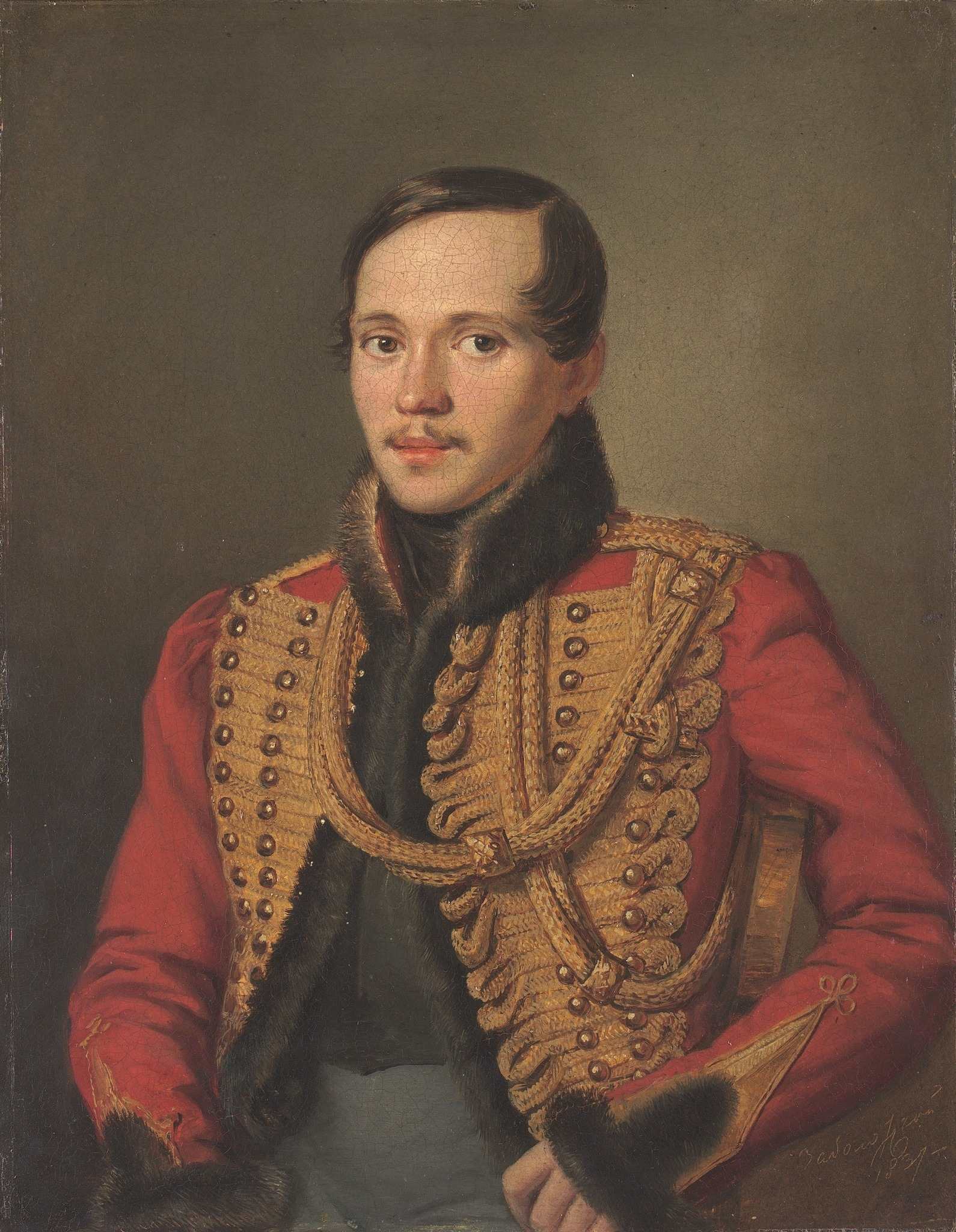
Портрет Михайла Юрійовича Лермонтова

Поштово-ямщицкая станція в Новочеркаську — одне з трьох зберегли свій зовнішній вигляд будівель на території Ростовської області. Будинок станції розташоване в центрі міста — на розі вулиці Отаманській і вулиці Генерала Лебедя. Це невелика дерев'яна одноповерхова будівля в п'ять вікон по фасаду було побудовано незабаром після заснування Новочеркаська. Воно збереглося і до наших днів. У ньому зараз знаходиться дитячо-юнацька спортивна школа. На станції відзначали свої подорожні проїжджаючі чиновники та офіцери. Меморіальна дошка на фасаді повідомляє:
|  | Тут, у будинку колишньої поштово-ямщицкой станції, зупинялися: А. С. Пушкін (1829), М. Ю. Лермонтов (1840), Грибоєдов А. С. (1818, 1823, 1828); засланці декабристи – В. А. Мусін-Пушкін, І. І. Пущин, П. А. Бестужев, М.І. Лорер, А. Е Розен, герой війни 1812 року А. П. Єрмолов (1820). |

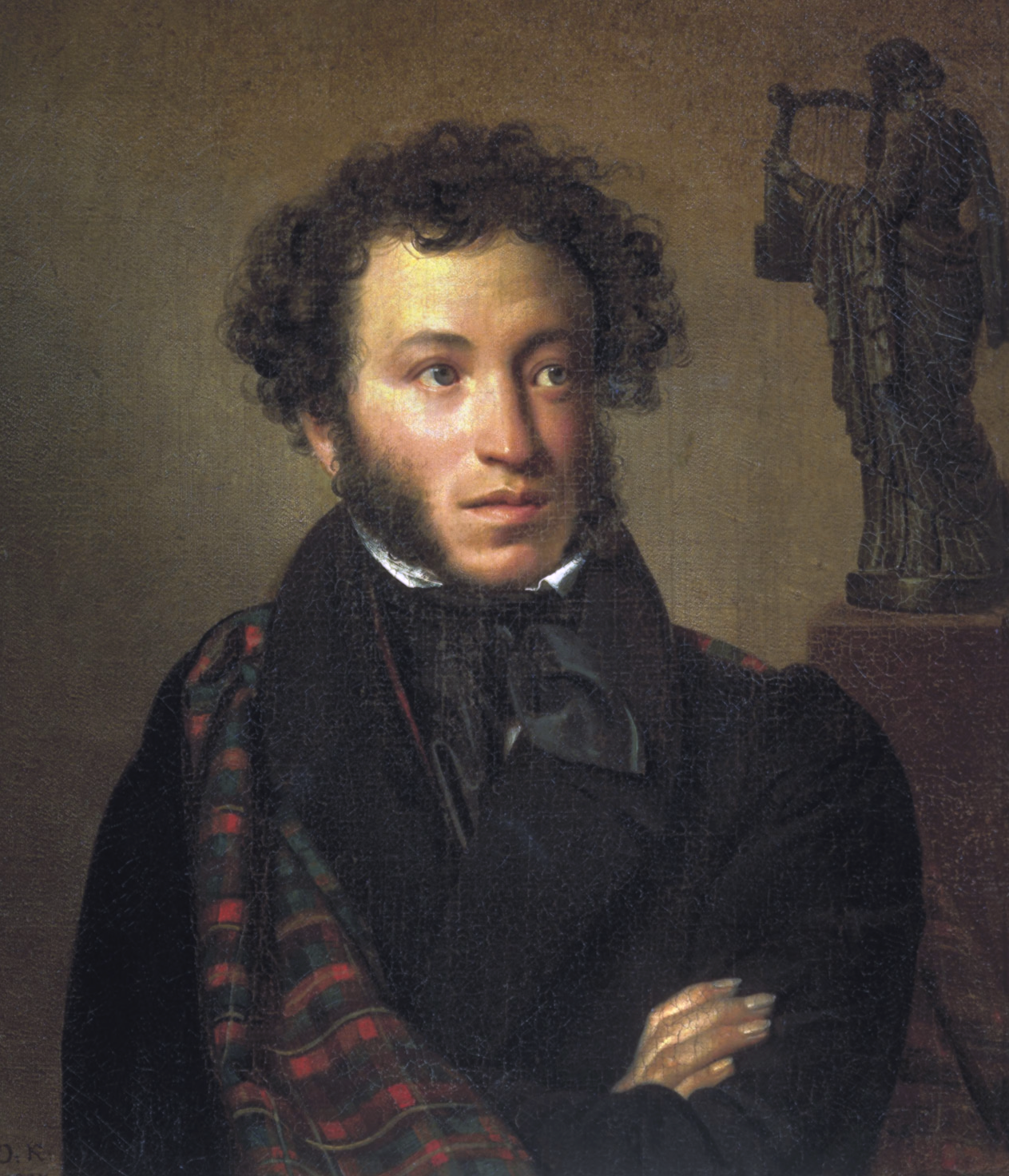
Портрет поета А. С. Пушкіна

А. С. Пушкін тричі бував в Новочеркаську. Перший раз це було 7 липня 1820 року. Олександр Сергійович відвідав тоді Новочеркаськ разом з сім'єю генерала Н. Н. Раєвського. Н. Н. Раєвський зробив запис:
|  | Місто досить великий, регулярний, але ще мало населений. |

Друге і третє відвідування А. С. Пушкіна Новочеркаська також пов'язані з поїздкою на Кавказ. У травні 1829 року, зупинившись на поштовій станції у Новочеркаське, Олександр Сергійович зустрів декабрист В. А. Мусіна-Пушкіна, видного діяча Північного суспільства. З ним великий поет продовжив свій шлях в Арзрум.

Повертаючись з Кавказ, Пушкін відвідав Новочеркаськ у вересні 1829 року. В цей час він написав своє знамените вірш «Дон».

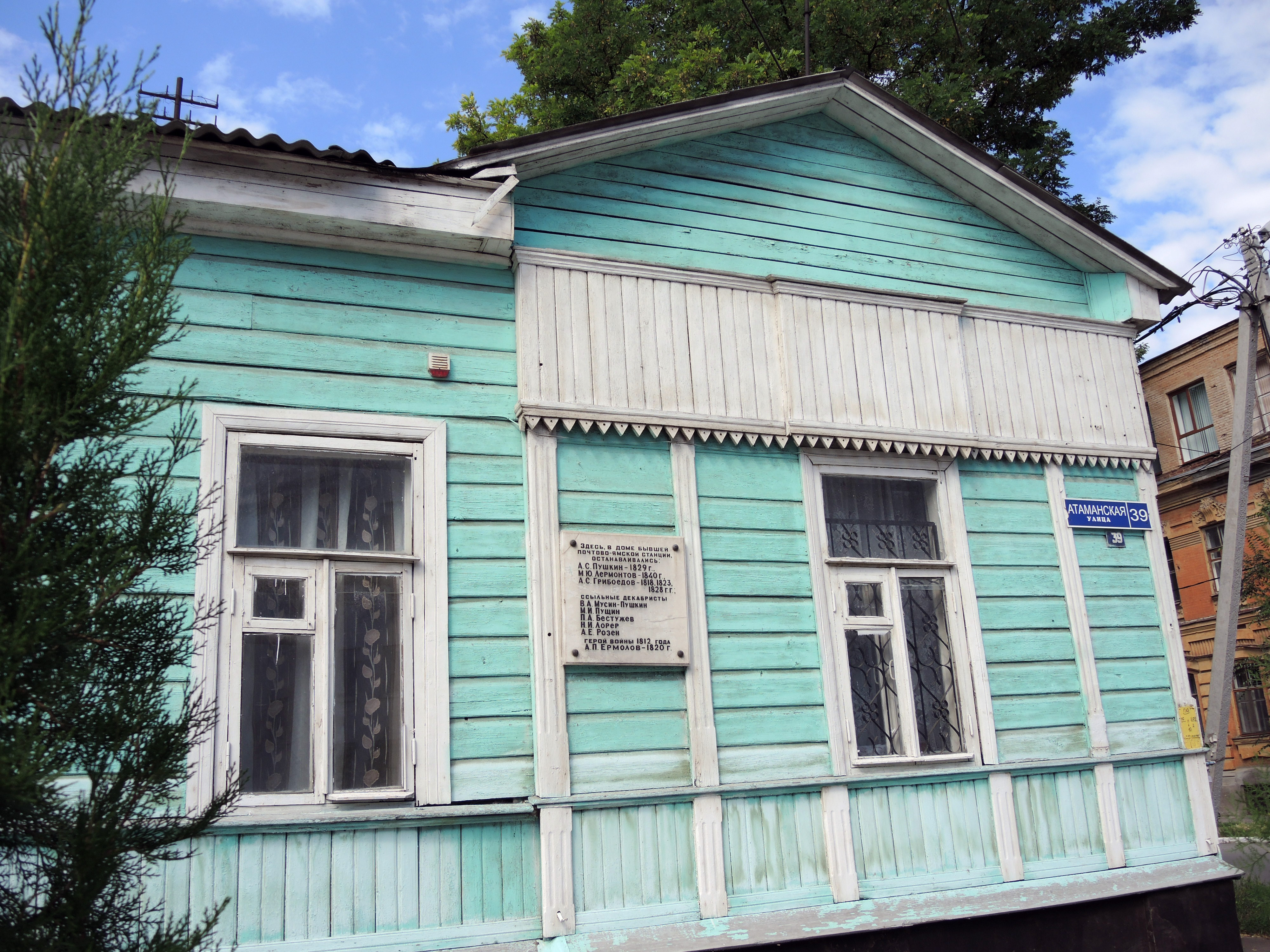
Поштово-ямська станція на Отаманській

Михайло Юрійович Лермонтов зупинявся в Новочеркаську також під час поїздки на Кавказ у 1840 році. У листі до А. А. Лопухіну 17 червня 1840 року з міста Ставрополя поет ділиться своїми враженнями про тодішньої столиці Дону.
Будинок поштової станції є пам'яткою культурної спадщини Росії.
- | Зовнішні зображення | Зовнішні зображення                                                 |
| ------------------- | ------------------------------------------------------------------- |
|                     | Поштово-ямщицкая станція в Новочеркаську                            |
|                     | Меморіальна табличка на будинку колишньої поштово-ямщицкой станції. |